# 佐久穂町

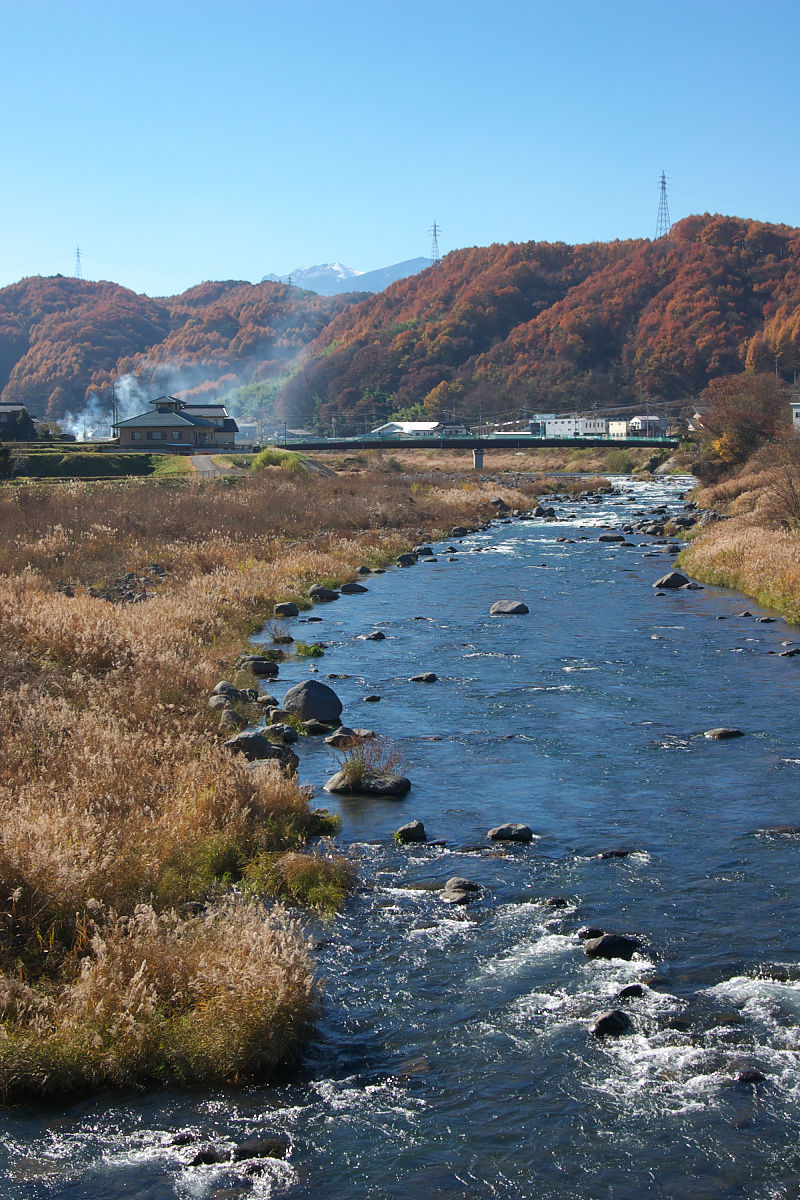
八千穂駅付近の千曲川（上流側）。奥の山は八ヶ岳

佐久穂町（さくほまち）は、長野県南佐久郡に位置する町。ラヂオプレスの外国放送受信施設がある。町内の旧佐久町地域に佐久市（旧臼田町）の飛地（平林）がある。

## 地理
長野県の東部に位置し、東西に細長い地籍である。南北に千曲川、小海線、国道141号が縦断し、東西へは国道299号と抜井川がのびている。
町の東は秩父山系の十石峠や余地峠で群馬県上野村及び同南牧村と接し、西は八ヶ岳山系の横岳や麦草峠で茅野市と接している。
- 山：茂来山
- 河川：千曲川、抜井川、大石川
- 湖沼：双子池、白駒の池

町域に佐久市の飛び地があるが、この地域は元々旧臼田町の飛び地である。

### 隣接している自治体
- 長野県
  - 佐久市
  - 茅野市
  - 南佐久郡 : 小海町、北相木村
- 群馬県
  - 甘楽郡 : 南牧村
  - 多野郡 : 上野村

## 人口
| |                                          |  |
| 佐久穂町と全国の年齢別人口分布（2005年） | 佐久穂町の年齢・男女別人口分布（2005年） |  |
| ■紫色 ― 佐久穂町 ■緑色 ― 日本全国 | ■青色 ― 男性 ■赤色 ― 女性                |  |
| 佐久穂町（に相当する地域）の人口の推移 \| 1970年（昭和45年） \| 14,969人 \| \| \| 1975年（昭和50年） \| 14,405人 \| \| \| 1980年（昭和55年） \| 14,228人 \| \| \| 1985年（昭和60年） \| 14,074人 \| \| \| 1990年（平成2年） \| 13,842人 \| \| \| 1995年（平成7年） \| 13,740人 \| \| \| 2000年（平成12年） \| 13,622人 \| \| \| 2005年（平成17年） \| 12,980人 \| \| \| 2010年（平成22年） \| 12,069人 \| \| \| 2015年（平成27年） \| 11,186人 \| \| \| 2020年（令和2年） \| 10,218人 \| \| |                                          |  |
| 総務省統計局 国勢調査より |                                          |  |
| 1970年（昭和45年） | 14,969人                                 |  |
| 1975年（昭和50年） | 14,405人                                 |  |
| 1980年（昭和55年） | 14,228人                                 |  |
| 1985年（昭和60年） | 14,074人                                 |  |
| 1990年（平成2年） | 13,842人                                 |  |
| 1995年（平成7年） | 13,740人                                 |  |
| 2000年（平成12年） | 13,622人                                 |  |
| 2005年（平成17年） | 12,980人                                 |  |
| 2010年（平成22年） | 12,069人                                 |  |
| 2015年（平成27年） | 11,186人                                 |  |
| 2020年（令和2年） | 10,218人                                 |  |

## 歴史
- 2005年（平成17年）3月20日 - 佐久町と八千穂村が合併して発足。町名は両町村の文字を取って命名された。

## 地域
字  
- 千代里（ちよさと）[6] – 以下もと八千穂村の大字
  - 大石川
  - 馬越
- 畑（はた）[7]
  - 上畑
  - 中畑
  - 下畑
  - 上野
  - 鶯ノ口
  - 大久保
  - 佐口
  - 清水町
  - 高根
  - 大門
  - 宮前
- 穂積（ほづみ）[8]
  - 穴原
  - 崎田
  - 高岩
  - 中央
  - 天神町
  - 筆岩
- 八郡（やこおり）[9]
  - 大石
  - 松井
- 上（かみ）[10] – 以下もと佐久町の大字
  - 本郷
  - 大張
  - 影
  - 久保田
  - 新田
  - 中尾
  - 針ノ木沢
- 大日向（おおひなた）[11]
  - 本郷
  - 古谷
  - 平川原
  - 下川原
  - 宿戸
  - 矢沢
- 余地（よじ）[12]　 – 余地川、余地ダムが存在する
- 高野町（たかのまち）[13]
  - 相生町
  - 桜町
  - 東町
  - 翆町
  - 柳町
  - 榎田
  - 三本木
  - 柳沢
- 平林（ひらばやし）[14] [15]
  - 曽原
  - 羽黒下
- 宿岩（やどいわ）[16]
- 海瀬（かいぜ）[17]
  - 下海瀬
  - 赤谷
  - 旭
  - 一ノ渕
  - 川久保
  - 新田
  - 館
  - 畑ケ中
  - 花岡
  - 向原
  - 四ツ谷

1. ↑  “令和元年版 佐久穂町統計書”.   佐久穂町. 2024年11月14日閲覧。
2. ↑  “佐久穂町の住所表示”.   佐久穂町. 2018年7月21日閲覧。
3. ↑  “旧町村の変遷”.   佐久穂町. 2018年7月21日閲覧。
4. ↑  “佐久穂町の郵便番号一覧”.   日本郵便. 2018年7月21日閲覧。
5. ↑  “佐久穂町の地図”.   Mapion. 2018年7月21日閲覧。
6. ↑  千代里村 → 穂積村千代里 → 小海町千代里 → 八千穂村に編入
7. ↑  畑村 (長野県南佐久郡) → 畑八村 (長野県南佐久郡)
8. ↑  穂積村穂積
9. ↑  八郡村 → 畑八村八郡
10. ↑  上村 (長野県南佐久郡) → 栄村 (長野県南佐久郡)
11. ↑  大日向村
12. ↑  余地村 → 海瀬村余地
13. ↑  高野町村 → 栄村 (長野県南佐久郡)
14. ↑  平林村 (長野県) → 青沼村平林 → 田口青沼村平林 → 臼田町平林 → 佐久町に編入
15. ↑  佐久市平林も存在する。
16. ↑  宿岩村 → 栄村 (長野県南佐久郡)
17. ↑  海瀬村 (長野県南佐久郡)

## 行政

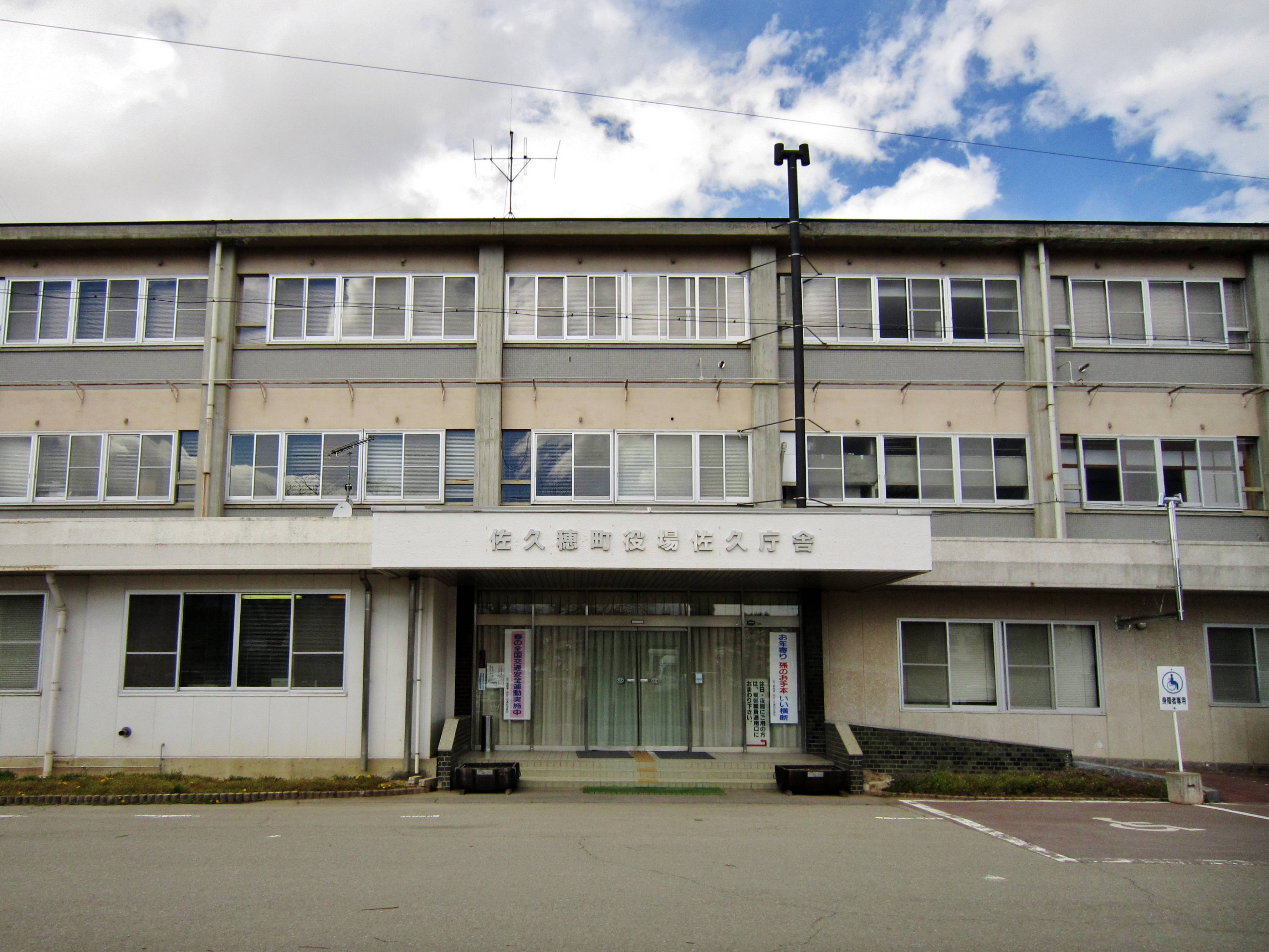
佐久穂町役場旧佐久庁舎

- 町長：佐々木勝（2017年4月17日就任、2期目）[1][2]
- 歴代町長
  - 佐々木定男（2005年3月30日就任、2017年4月16日退任）
- 佐久穂町役場：佐久穂町大字高野町569番地
  - 新庁舎が2020年（令和2年）7月27日に開庁した[3]。佐久穂町では2005年（平成17年）の町村合併以来、各役場庁舎を佐久庁舎、八千穂庁舎として使用していた[3]。しかし、耐震診断でどちらも耐震性不足と判定され、町議会から統合庁舎とするよう提言があった[3]。これを受けて2つの庁舎を統合し、総事業費17億6000万円余りをかけて建設された。新庁舎は地上3階建てで、町会議場のある3階は段差を設けず、議席や壁を簡単に撤去でき、隣の2部屋と合わせて災害時の避難場所となるように設計されており、発電機で3日間庁舎の機能を維持できるほか、水道水と雨水を常に確保する貯水施設も備えている。また、電源や非常用の発電機などは2019年の台風19号災害を教訓に2階の屋上に設置された。

## 議会

### 町議会
- 定数：14人
- 任期：2021年4月17日～2025年4月16日
- 議長：石井正行（2021年4月21日就任）[4]
- 副議長：出浦修身（2021年4月21日就任）[4]

### 長野県議会（南佐久郡選挙区）
- 定数：1人
- 任期：2019年（平成31年）4月30日 － 2023年（令和5年）4月29日
- 依田明善（無所属）

### 衆議院
- 選挙区：長野3区（上田市、小諸市、佐久市、千曲市、東御市、南佐久郡、北佐久郡、小県郡、埴科郡）
- 任期：2021年10月31日 - 2025年10月30日
- 投票日：2021年10月31日
- 当日有権者数：399,168人
- 投票率：59.32％

| 当落 | 候補者名 | 年齢 | 所属党派                            | 新旧別 | 得票数    | 重複 |
| ---- | -------- | ---- | ----------------------------------- | ------ | --------- | ---- |
| 当   | 井出庸生 | 43   | 自由民主党                          | 前     | 120,023票 | ○    |
| 比当 | 神津健   | 44   | 立憲民主党                          | 新     | 109,179票 | ○    |
|      | 池高生   | 53   | NHKと裁判してる党弁護士法72条違反で | 新     | 3,722票   | ○    |

## 経済

### 産業
- 花 （キク、カーネーション、アルストロメリア、バラなど）
- 野菜（白菜、レタス、トマトなど）
- 果物 （プルーン、リンゴなど）
- 林業 （カラマツ）
- 鉄平石

## 姉妹都市・提携都市
- 東京都府中市（1979年に八千穂村と姉妹都市提携し、合併後の2005年10月に当市と継続）
  - 府中市「市民保養所やちほ」が、佐久穂町大字八郡にある。
  - 訪問旅行や特産物販売などの交流事業が実施されている。

## 公共機関

### 警察
- 長野県佐久警察署佐久穂町交番

### 消防
- 佐久広域連合消防本部北部消防署（佐久市）

## 教育

### 学校
中学校
- 佐久穂町立佐久穂中学校

小学校
- 佐久穂町立佐久穂小学校
- 学校法人茂来学園大日向小学校（日本初のイエナプランスクール認定校。平成30年4月開校）

閉校した学校
- 佐久穂町立佐久東小学校（平成24年3月閉校）
- 佐久穂町立佐久中央小学校（平成27年3月閉校）
- 佐久穂町立佐久西小学校（平成27年3月閉校）
- 佐久穂町立八千穂小学校（平成27年3月閉校）
- 佐久穂町立佐久中学校（平成27年3月閉校）
- 佐久穂町立八千穂中学校（平成27年3月閉校）

なお、佐久穂小学校・佐久穂中学校は平成27年4月から同一地所に開校。統合小中学校として小中一貫教育を行っている。
町内に高等学校はない。

### 社会教育
- 佐久穂町図書館
- 生涯学習館「花の郷・茂来館」

## 交通

### 鉄道

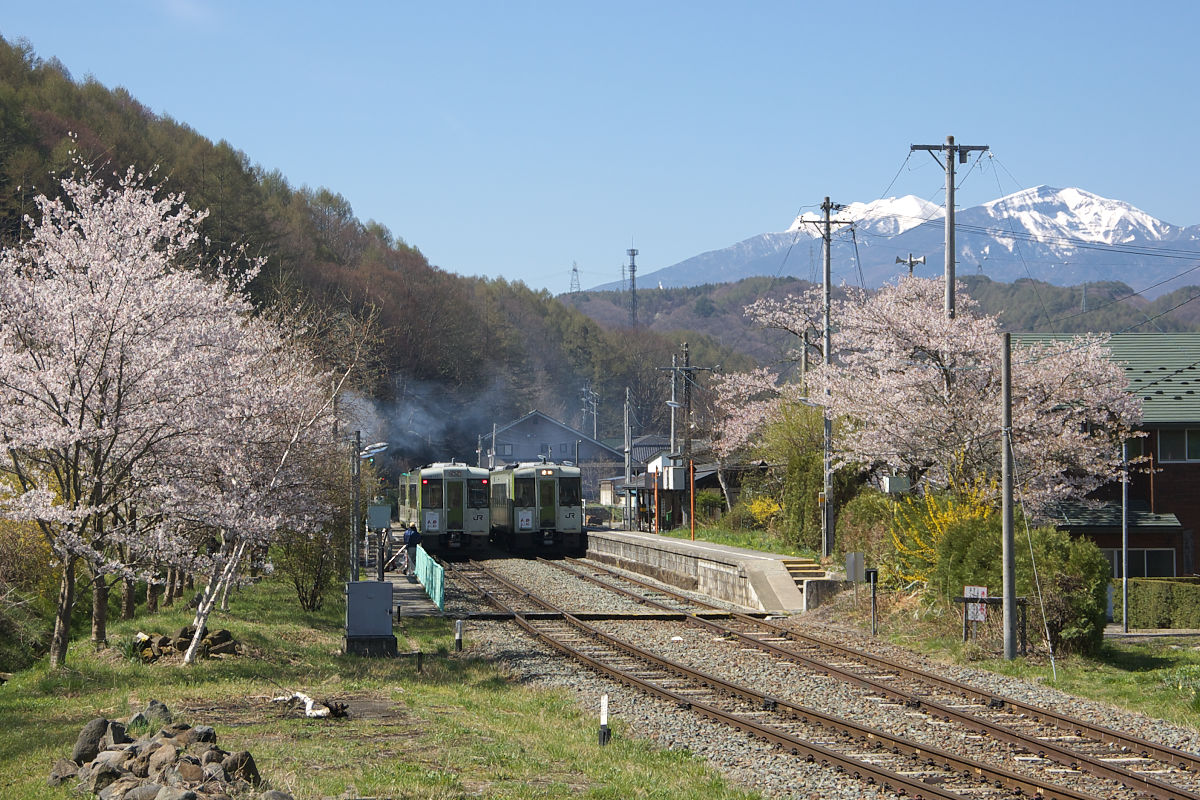
春の八千穂駅

- 東日本旅客鉄道小海線

羽黒下駅 - 海瀬駅 - 八千穂駅 - 高岩駅

### 路線バス
- 佐久平駅 - 八千穂駅 - 麦草峠（千曲バス）
  - 毎年5月末から10月上旬にかけての土休日に運行される。
- 茅野駅 - 白駒の池 - 麦草峠（アルピコ交通（旧諏訪バス））
  - 毎年7月中旬から10月中旬にかけ、毎日運行される。
  - 佐久穂町域にあるバス停は白駒の池バス停のみ。

### 乗合タクシー
以前は千曲バスの一般路線バスが町内を運行していたものの不採算のため撤退、町内には佐久穂町商工会が運営する予約型乗合タクシー「げんでる号」が運行されている（運行は羽黒下タクシー・八千穂タクシーに委託）。平日のみ運行され、土休日・年末年始・旧盆期間中は全便運休となる。
なお、利用者は事前登録した町民に限られ、町外の住民がこれを利用することはできない。

### 道路

#### 高速道路
- E52 中部横断自動車道

（南佐久郡南牧村:基本計画区間） - 八千穂高原IC - 佐久穂IC - （佐久市）

#### 般国道
- 国道141号
- 国道299号（メルヘン街道）

#### 主要地方道
- 長野県道2号川上佐久線

#### 道の駅
- 八千穂高原

## 通信
- NTT市外局番は0267（佐久MA）

## 名所・旧跡・観光スポット・祭事・催事・施設

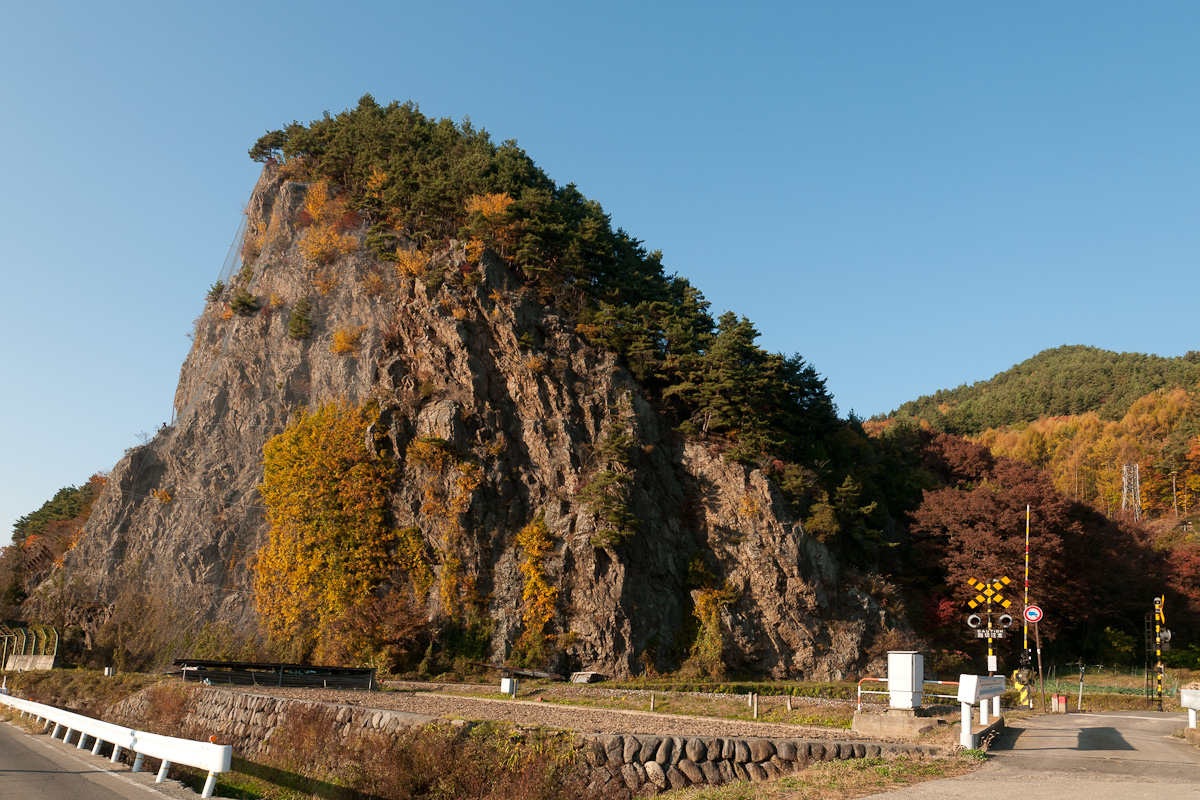
天狗岩

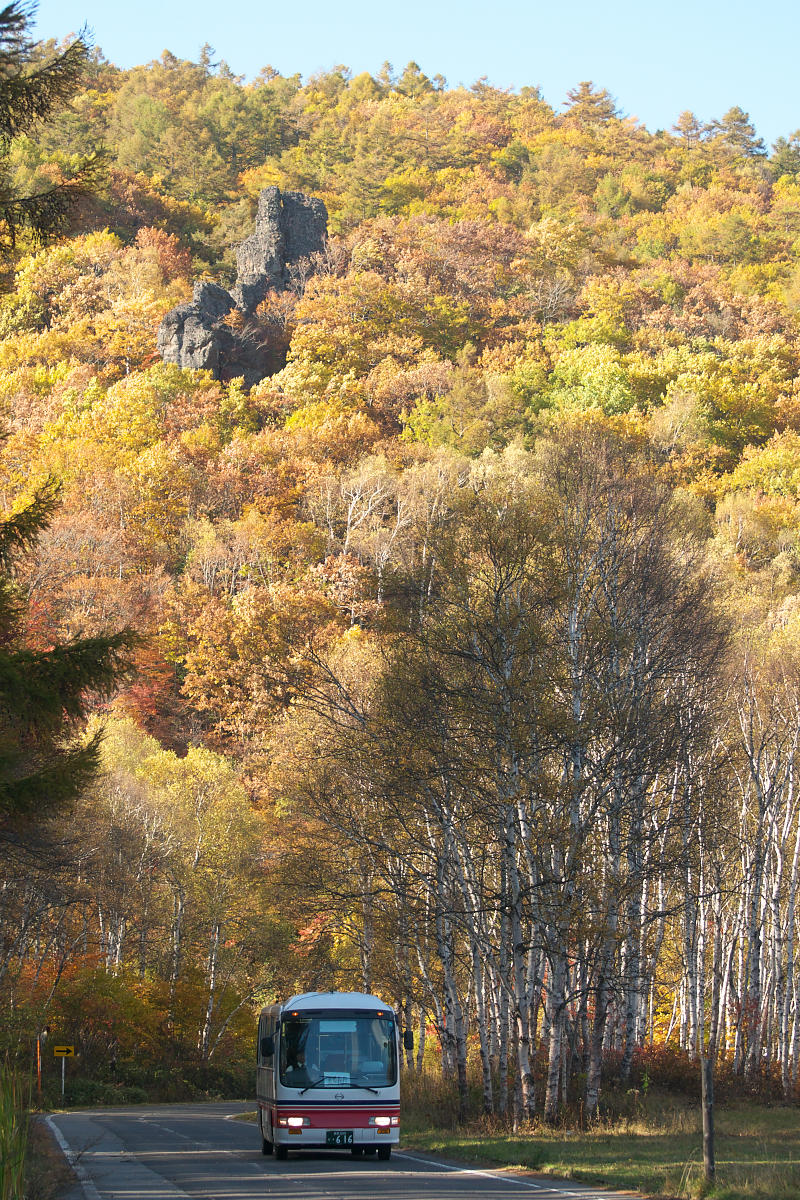
八千穂高原

- 高野町祇園祭（7月第4金土曜）
- さくさくまつり（7月第4土曜）
- 古谷渓谷、乙女の滝
- 北沢大石棒、臼石
- 奥村土牛記念美術館
- 白駒の池
- 駒出池
- 駒出池キャンプ場
- 八千穂高原スキー場

## 著名な出身者
- 黒沢鷹次郎 - 国立第十九銀行発起人
- 青柳志解樹 - 俳人
- 笹崎龍雄 - 埼玉種畜牧場(サイボクハム)代表取締役会長
- 佐藤森三 - 山梨日日新聞記者
- 野崎渚 - 女子プロレスラー
- 小林智-　現代の名工(令和4年度）黄綬褒章受章（令和7年度）